# Bank of China Mansion (Qingdao)
Bank of China Mansion, eerst bekend als Zhongyin Mansion, is een wolkenkrabber in Qingdao, Volksrepubliek China. De bouw van het door het Beijing Architectural Design & Research Institute ontworpen gebouw begon in 1999 en werd op 22 september 2002 voltooid. Het postmodernistische gebouw bevat kantoorruimte en heeft een oppervlakte van 100.000 vierkante meter. Het telt 54 verdiepingen en is 241 meter hoog.